# ARL5A
ARL5A (англ. ADP ribosylation factor like GTPase 5A) – білок, який кодується однойменним геном, розташованим у людей на 2-й хромосомі. Довжина поліпептидного ланцюга білка становить 179 амінокислот, а молекулярна маса — 20 728.
| 10         |  | 20         |  | 30         |  | 40         |  | 50         |
| ---------- |  | ---------- |  | ---------- |  | ---------- |  | ---------- |
| MGILFTRIWR |  | LFNHQEHKVI |  | IVGLDNAGKT |  | TILYQFSMNE |  | VVHTSPTIGS |
| NVEEIVINNT |  | RFLMWDIGGQ |  | ESLRSSWNTY |  | YTNTEFVIVV |  | VDSTDRERIS |
| VTREELYKML |  | AHEDLRKAGL |  | LIFANKQDVK |  | ECMTVAEISQ |  | FLKLTSIKDH |
| QWHIQACCAL |  | TGEGLCQGLE |  | WMMSRLKIR  |  |            |  |            |

A: Аланін

C: Цистеїн

D: Аспарагінова кислота

E: Глутамінова кислота

F: Фенілаланін

G: Гліцин

H: Гістидин

I: Ізолейцин

K: Лізин

L: Лейцин

M: Метіонін

N: Аспарагін

P: Пролін

Q: Глутамін

R: Аргінін

S: Серин

T: Треонін

V: Валін

W: Триптофан

Задіяний у такому біологічному процесі, як альтернативний сплайсинг. 
Білок має сайт для зв'язування з нуклеотидами, ГТФ. 